# Alexander Duff

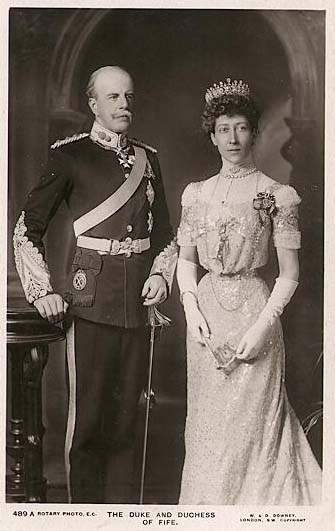
Alexander en zijn vrouw Louise

Alexander William George Duff (Edinburgh, 10 november 1849 – Aswan, 12 januari 1912) was door zijn huwelijk met de prinses Louise, dochter van koning Eduard VII van het Verenigd Koninkrijk, lid van het Britse koninklijk huis. Hij droeg de titel burggraaf Macduff van 1857 tot 1879, de titel graaf Fife van 1879 tot 1889 en de titel hertog van Fife van 1889 tot 1912.

## Jeugd
Alexander werd geboren in 1849 te Edinburgh als de enige zoon van James Duff en diens echtgenote Lady Agnas Hay, dochter van William Hay, de 18e graaf van Errol, en van Elizabeth FitzClarence, een buitenechtelijke dochter van koning Willem IV van het Verenigd Koninkrijk. Zijn vader erfde het graafschap Fife in 1857, waardoor hij de 5de graaf Fife werd. Alexander kreeg hierop de titel burggraaf Macduff. Hij groeide op met vier zussen (Ida, Anna, Alexina en Agnes).  
Hij ging van 1863 tot 1866 naar Eton College. Alexander was parlementslid voor het Schotse kiesdistrict Elginshire en Nairnshire van 1873 tot 1879 en had jarenlang verschillende militaire functies. Op 7 augustus 1879 stierf zijn vader en volgde hij hem op als de 6de graaf Fife in de Ierse adelstand. In 1881 ridderde koningin Victoria hem in de Orde van de Distel. Ook schonk ze hem in 1885 de titel graaf van Fife in de Britse adelstand. 

## Huwelijk en gezin
Alexander trad op 27 juni 1889 in een privé-kapel van Buckingham Palace in het huwelijk met de achttien jaar jongere prinses Louise van het Verenigd Koninkrijk, dochter van de toenmalige prins en prinses van Wales (de latere koning Eduard VII en koningin Alexandra). Twee dagen na de bruiloft schonk koningin Victoria Alexander de titel hertog van Fife en markies van Macduff in de Britse adelstand. In de officiële papieren hiervoor stond dat deze titels over zouden gaan op een mannelijke erfgenaam. Het paar kreeg uiteindelijk in 1890 één zoon, Alastair, hij stierf echter na de geboorte. Later kreeg het paar nog twee dochters, Alexandra (1891-1959) en Maud (1893-1945). Daarom werden er nieuwe documenten opgesteld, zodat ook 
een dochter de titels kon erven bij gebrek aan een mannelijke erfgenaam. Bovendien benoemde koning Eduard VII Louise in 1905 tot Princess Royal. Ook besloot de koning dat Alexandra en Maud, de dochters van Louise, de titel "prinses van Groot-Brittannië en Ierland" zouden krijgen en de aanspreektitel "Hoogheid". Vanaf dat moment droegen de prinsessen dus niet meer de titels van hun vader en heetten ze Hare Hoogheid Prinses Alexandra van Fife en Hare Hoogheid Prinses Maud van Fife.

## Verdere levensloop

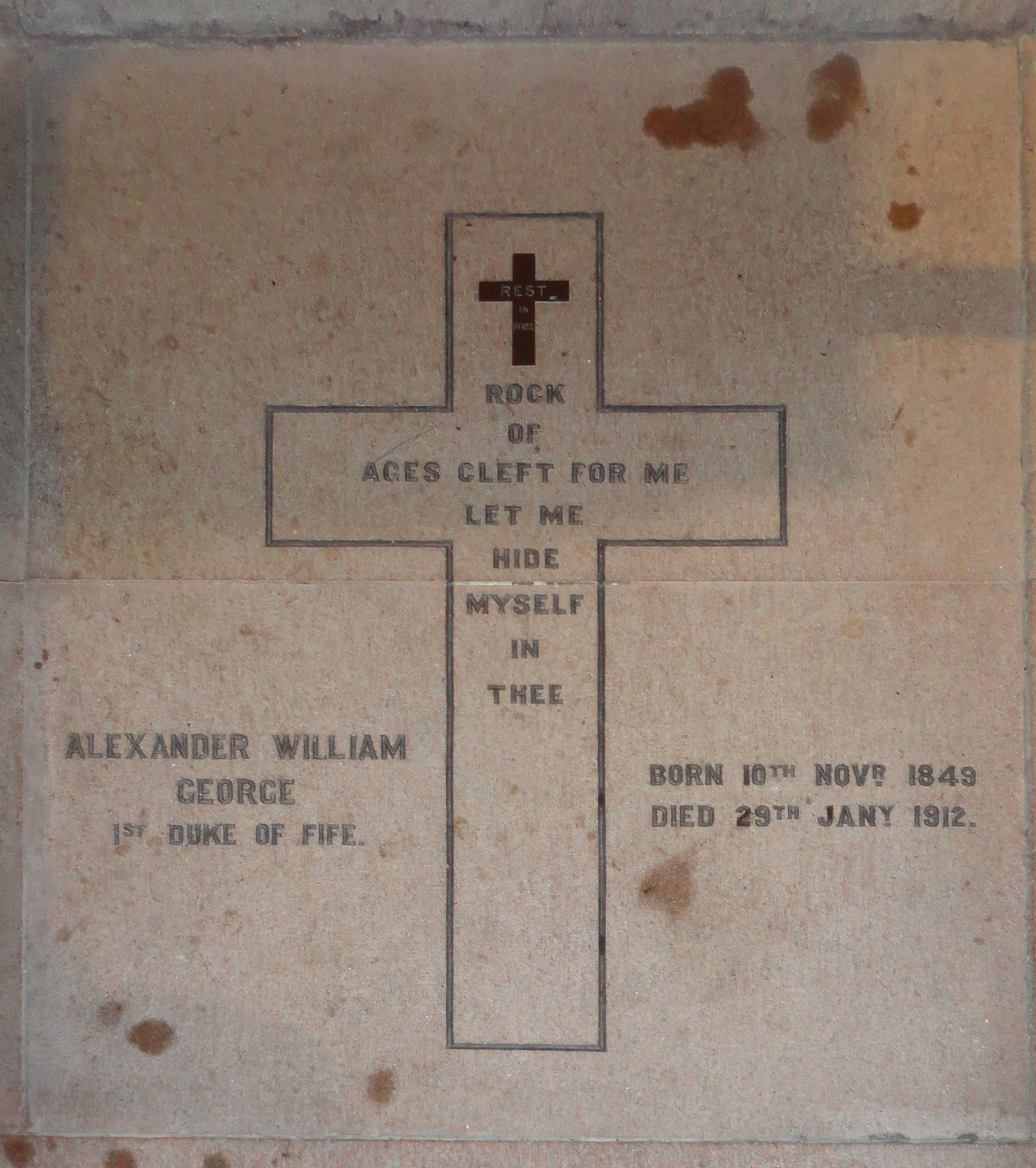
Braemar, Mar Lodge Estate, St Ninian's Chapel - Graf van de 1ste Hertog van Fife (1849–1912)

In 1902 kreeg Alexander het eerbetoon de Koninklijke Victoriaanse Ketting toegekend. Zijn schoonbroer George V benoemde hem ook nog tot extra ridder van de Kouseband. Vervolgens werd hij nog geridderd in de Orde van het Bad en werd hij een van de persoonlijke raadgevers van de vorst. Tijdens de kroning van zijn schoonvader tot Eduard VII in 1902 en van zijn schoonbroer tot George V in 1911 had Alexander een speciale ceremoniële functie als de zogenaamde "Lord High Constable".
In december 1911 leden Alexander en zijn gezin schipbreuk voor de kust van Marokko, terwijl hij op weg was naar Egypte. Ze bleven allemaal ongedeerd, maar Alexander kreeg pleuritis, waarschijnlijk het gevolg van de schipbreuk. Hij stierf in Aswan, Egypte, in januari 1912. Prinses Alexandra volgde vervolgens haar vader op als de tweede hertogin van Fife en gravin van Macduff. Bij gebrek aan een mannelijke opvolger kwamen zijn andere titels te vervallen, waaronder die van markies van Macduff. Alexander werd begraven in de privékapel van het Mar Lodge Mausoleum te Breamer, Aberdeenshire.